# Temporada 1976 del Campeonato Europeo de Fórmula Dos
La temporada 1976 del Campeonato Europeo de Fórmula Dos fue la décima edición de dicho campeonato.

## Calendario
|    | Circuito     | Fecha               | Vueltas   | Distancia        | Tiempo              | Velocidad                 | Pole Position         | Vuelta rápida      | Ganador                           |
| -- | ------------ | ------------------- | --------- | ---------------- | ------------------- | ------------------------- | --------------------- | ------------------ | --------------------------------- |
| 1  | Hockenheim   | 10-11 de abril      | 20+20     | 6.789=271.56 km  | 1'21:45.6 1'23:45.6 | 199.286 km/h 196.190 km/h | Hans-Joachim Stuck    | Hans-Joachim Stuck | Hans-Joachim Stuck René Arnoux    |
| 2  | Thruxton     | 19 de abril         | 55        | 3.792=208.56 km  | 1'06:51.54          | 187.164 km/h              | Maurizio Flammini     | Maurizio Flammini  | Maurizio Flammini                 |
| 3  | Vallelunga   | 9 de mayo           | 65        | 3.2=208.0 km     | 1'18:03.1           | 159.894 km/h              | Jean-Pierre Jabouille | René Arnoux        | Jean-Pierre Jabouille             |
| 4  | Salzburgring | 23 de mayo          | 50        | 4.238=211.9 km   | 1'04:28.82          | 197.176 km/h              | Maurizio Flammini     | René Arnoux        | Michel Leclère                    |
| 5  | Pau          | 7 de junio          | 73        | 2.76=201.48 km   | 1'32:11.58          | 131.125 km/h              | Patrick Tambay        | Jacques Laffite    | René Arnoux                       |
| 6  | Hockenheim   | 20 de junio         | 20+20     | 6.789=271.56 km  | 1'21:27.6 1'21:34.3 | 200.020 km/h 199.746 km/h | Hans-Joachim Stuck    | Michel Leclère     | Hans-Joachim Stuck Michel Leclère |
| 7  | Rouen        | 27 de junio         | 38        | 5.543=210.634 km | 1'09:59.77          | 180.553 km/h              | Alex Ribeiro          | René Arnoux        | Maurizio Flammini                 |
| 8  | Mugello      | 11 de julio         | 43        | 5.245=225.535 km | 1'19:28.8           | 170.258 km/h              | Jean-Pierre Jabouille | René Arnoux        | Jean-Pierre Jabouille             |
| 9  | Pergusa-Enna | 25 de julio         | 30+30     | 4.95=297.0 km    | 1'36:12.9           | 185.210 km/h              | Patrick Tambay        | Alex Ribeiro       | René Arnoux                       |
| 10 | Estoril      | 8 de agosto         | 50        | 4.35=217.50 km   | 1'20:19.77          | 162.456 km/h              | René Arnoux           | René Arnoux        | René Arnoux                       |
|    | Zolder       | 22 de agosto        | cancelled | cancelled        |                     |                           |                       |                    |                                   |
| 11 | Nogaro       | 19 de septiembre    | 65        | 3.12=202.80 km   | 1'20:12.91          | 151.692 km/h              | Jean-Pierre Jabouille | Patrick Tambay     | Patrick Tambay                    |
| 12 | Hockenheim   | 25-26 de septiembre | 20+20     | 6.789=271.56 km  | 1'22:32.9           | 197.383 km/h              | Jean-Pierre Jabouille | René Arnoux        | Jean-Pierre Jabouille             |

## Clasificación de pilotos
Por cada carrera se otorgaron puntos: 9 puntos para el ganador, 6 para el segundo lugar, 4 para el tercer lugar, 3 para el cuarto lugar, 2 para el quinto lugar y 1 para el sexto lugar. No se otorgaron puntos adicionales.
| Lugar | Nombre                   | Equipo                    | Equipo        | Coche    | HOC | THR | VLL | SAL | PAU | HOC | ROU | MUG | EMM | EST | NOG | HOC | Points |
| ----- | ------------------------ | ------------------------- | ------------- | -------- | --- | --- | --- | --- | --- | --- | --- | --- | --- | --- | --- | --- | ------ |
| 1     | Jean-Pierre Jabouille    | Équipe Elf Switzerland    | Elf-Jabouille | Renault  | -   | -   | 9   | 1   | 6   | 4   | 6   | 9   | 3   | 6   | -   | 9   | 53     |
| 2     | René Arnoux              | Écurie Renault            | Martini       | Renault  | 9   | -   | -   | 3   | 9   | 3   | -   | 6   | 9   | 9   | -   | 4   | 52     |
| 3     | Patrick Tambay           | Écurie Renault            | Martini       | Renault  | 6   | 4   | 6   | 4   | -   | 6   | -   | 4   | -   | -   | 9   | -   | 39     |
| 4     | Michel Leclère           | Équipe Elf Switzerland    | Elf-Jabouille | Renault  | -   | -   | 3   | 9   | -   | 9   | -   | -   | -   | -   | 6   | 6   | 33     |
| 5     | Alex Ribeiro             | March Cars/BMW Motorsport | March         | BMW      | -   | 6   | 4   | 2   | 3   | -   | -   | 3   | 6   | 4   | 3   | -   | 31     |
| 6     | Maurizio Flammini        | March Cars/BMW Motorsport | March         | BMW      | -   | 9   | -   | 6   | -   | 1   | 9   | 1   | -   | -   | -   | -   | 26     |
| 7     | Giancarlo Martini        | Team Everest              | March         | BMW      | -   | -   | -   | -   | 4   | 2   | 4   | 2   | -   | -   | -   | -   | 12     |
|       | Hans Binder              | Chevron Racing            | Chevron       | BMW      | -   | -   | -   | -   | -   | -   | -   | -   | 2   | 3   | 4   | 3   | 12     |
| 9     | Eddie Cheever            | Project Four Racing       | March         | Hart     | -   | 3   | -   | -   | -   | -   | -   | -   | 4   | 2   |     |     | 10     |
| 9     | Eddie Cheever            | Project Four Racing       | Ralt          | Hart     |     |     |     |     |     |     |     |     |     |     | 1   | -   | 10     |
| 10    | Roberto Marazzi          | Trivellato Racing         | Chevron       | BMW      | 3   | -   | -   | -   | -   | -   | 2   | -   | -   | -   | -   | -   | 5      |
|       | Keke Rosberg             | Team Euroracing           | Toj           | BMW      | -   | -   | -   | -   | -   | -   | 3   | -   | -   | -   | -   | 2   | 5      |
| 12    | Wilhelm Deutsch          | Team Daimon Varley        | March         | BMW      | 4   | -   | -   | -   | -   | -   | -   | -   | -   | -   | -   | -   | 4      |
|       | Klaus Ludwig             | Kauhsen Racing            | March         | Hart     | -   | -   | -   | -   | 2   | -   | -   | -   | -   | -   | 2   | -   | 4      |
| 14    | Ingo Hoffmann            | Kauhsen Racing            | March         | Hart     | -   | 2   | -   | -   | -   | -   | 1   | -   | -   | -   | -   | -   | 3      |
| 15    | Harald Ertl              | Motor Racing Company      | Chevron       | BMW      | 2   | -   | -   | -   | -   | -   | -   | -   | -   | -   | -   | -   | 2      |
|       | Alessandro Pesenti-Rossi | Scuderia Rondini          | March         | BMW      | -   | -   | 2   | -   | -   | -   | -   | -   | -   | -   | -   | -   | 2      |
| 17    | Hans Heyer               | Team Euroracing           | Toj           | BMW      | 1   | -   | -   | -   | -   | -   | -   | -   | -   | -   | -   | -   | 1      |
|       | François Migault         | Osella                    | Osella        | BMW      | -   | 1   | -   | -   | -   | -   | -   | -   | -   | -   | -   | -   | 1      |
|       | Jean-Pierre Jaussaud     | Sté Racing                | Chevron       | Chrysler | -   | -   | 1   | -   | -   | -   | -   | -   | -   | -   | -   | -   | 1      |
|       | Freddy Kottulinsky       | Lochmann Racing           | Ralt          | BMW      | -   | -   | -   | -   | 1   | -   | -   | -   | -   | -   | -   | -   | 1      |
|       | Markus Hotz              | Lista Racing              | March         | BMW      | -   | -   | -   | -   | -   | -   | -   | -   | 1   | -   | -   | -   | 1      |
|       | Alberto Colombo          | private entry             | March         | BMW      | -   | -   | -   | -   | -   | -   | -   | -   | -   | 1   | -   | -   | 1      |
|       | Giorgio Francia          | Trivellato Racing         | Chevron       | BMW      | -   | -   | -   | -   | -   | -   | -   | -   | -   | -   | -   | 1   | 1      |
|       | Juan Cochesa             | Fred Opert Racing         | Chevron       | BMW      | -   | -   | -   | -   | -   | -   | -   | -   | -   | -   | -   | 1   | 1      |